# Kamphaeng Phet
Kamphaeng Phet (in lingua thai: กำแพงเพชร; trascrizione IPA: /kaːpʰɛːŋ pʰeːt/) è una città minore (thesaban mueang) della Thailandia. Il territorio comunale occupa una parte del Distretto di Mueang Kamphaeng Phet, che è capoluogo della provincia omonima, nel gruppo regionale della Thailandia del Nord. La città è sede del governo provinciale e distrettuale. Nel 2012, la popolazione era di 28 977 abitanti. È stata definita una delle città più piacevoli della Thailandia.

## Geografia fisica
Kamphaeng Phet si trova nel territorio pianeggiante lungo le rive del fiume Ping, 77 km a sud di Sukhothai e a circa metà strada tra Bangkok e Chiang Mai. Pochi chilometri a ovest della città vi sono i primi contrafforti dei Monti del Tenasserim, in una zona dove si trovano alcuni parchi nazionali tra cui quello di Khlong Lan, che attira gli appassionati di trekking. Il confine con la Birmania è circa 50 km a ovest.
Secondo i dati raccolti tra il 1981 ed il 2010 dal Dipartimento meteorologico del governo thai, la temperatura media mensile massima è di 37,3° nel mese di aprile, durante la stagione secca che va da fine febbraio a fine aprile. La temperatura media mensile minima è di 18,5° in gennaio e dicembre, durante la stagione fresca che va da novembre a febbraio. La massima mai registrata è stata di 43° e la minima di 8,2°. Le precipitazioni massime sono registrate durante la stagione delle piogge, tra maggio e ottobre. Il mese più piovoso è di solito maggio, con una media mensile di 195 mm. Il meno piovoso è gennaio, con una media mensile di 2,3 mm.

## Storia
Il primo insediamento risale all'XI secolo, ma la città fortificata fu fondata nel 1347 per volere del sovrano del Regno di Sukhothai. Costituiva la roccaforte meridionale del regno, a circa 80 km dalla capitale. Il vecchio nome della città era Chakangrao. Fu conquistata dopo numerosi tentativi nel 1378 dall'esercito del Regno di Ayutthaya. Data l'importanza della città, a dirigerne la difesa era venuto di persona il re di Sukhothai il quale, riconosciuta la superiorità del nemico, consegnò Kamphaeng Phet e divenne da quel momento vassallo di Ayutthaya.
Nei secoli successivi, Kamphaeng Phet fu la roccaforte settentrionale del Regno di Ayutthaya. Fu spesso attaccata e a volte occupata dagli eserciti del Regno Lanna fino alla metà del XVI secolo, quando tale regno fu sottomesso e reso vassallo del regno birmano della Dinastia di Toungoo. In seguito furono i birmani ad occupare periodicamente Kamphaeng Phet, che fu ogni volta ripresa da Ayutthaya. La città ha potuto godere della pace a partire dal XIX secolo, dopo che la Birmania soccombette alle truppe coloniali del Regno Unito nelle guerre anglo-birmane, diventando parte dell'India britannica.

## Monumenti e luoghi d'interesse
Le rovine dell'originale cittadella fortificata si trovano nella parte settentrionale della moderna municipalità. Le sue mura alte 6 metri, parte delle quali sono ancora presenti, hanno dato il nome alla città, Kamphaeng significa mura e Phet diamante. La città antica costituisce oggi il parco storico di Kamphaeng Phet (Muang Kao Kamphaeng Phet), che assieme a quello di Sukhothai e a quello di Si Satchanalai è stato inserito nella lista dei patrimoni dell'umanità dall'UNESCO. Oltre alla vecchia città murata, sono comprese nel parco anche le rovine nelle adiacenze a nord delle mura. I monumenti del parco presentano elementi sia nello stile di Sukhothai che nello stile di Ayutthaya, caratteristica che li rende unici.
Tra i templi all'interno del parco vi sono Wat Phra Kaeo, che era il tempio più importante, Wat Phra That, che era il principale chedi, costruito nel tipico stile di Sri Lanka, e Wat Phra Non, decadente tempio che ospita un'enorme statua di un Buddha reclinato, a sua volta in pessimo stato di conservazione. All'interno delle mura vi sono il Museo nazionale e il Museo provinciale. A ovest della città nuova si trova il poco che resta delle rovine dell'antica Nakhon Chum, città che risale a un'epoca precedente a quella in cui fu costruita la città murata.

## Infrastrutture e trasporti
La stazione degli autobus interurbani si trova ad ovest del centro. Tra le principali destinazioni vi sono Bangkok, Chiang Mai, Sukhothai, Phitsanulok e Tak. Non ci sono ferrovie e aeroporti nelle vicinanze. Non ci sono autobus urbani, la cui funzione è svolta dai pickup pubblici chiamati songthaew circolanti lungo la strada che circonda il centro cittadino. Il servizio taxi è garantito da tuk-tuk e mototaxi.